# 26. marec
26. marec je 85. dan leta (86. v prestopnih letih) v gregorijanskem koledarju. Ostaja še 280 dni.

## Dogodki
- 1027 – Papež Janez XIX. okrona Konrada II. za rimsko-nemškega cesarja
- 1511 – potres na Idrijskem, katerega magnituda je dosegla 7,90 stopnjo, terja med 12.000 in 15.000 smrtnih žrtev
- 1713 – Anglija s podpisom pogodbe s Španijo edina dobi pravico do trgovanja s sužnji v španskih južnoameriških kolonijah
- 1918 – Nemci zavzamejo Noyon, Roye in Lihons
- 1927 – v Brescii prvič izvedejo dirko Mille Miglia
- 1941 – Britanska vojna mornarica premaga italijansko pri rtu Matapan
- 1942 – ustanovljena 1. štajerska partizanska brigada
- 1943 – Gubčeva in Cankarjeva brigada v bitki v Jelenovem žlebu premagata bataljon italijanske divizije Macerata
- 1945 – konec bitke na Iwo Jimi
- 1954 – v ZDA izvedena prva operacija na odprtem srcu
- 1979 – Egipt in Izrael pred Belo hišo podpišeta mirovni sporazum
- 1999 – ob 20.00 se začne Operacija Zavezniška sila - napad zveze NATO na ZRJ
- 2000 – Roman Kejžar je postavil državni rekord v maratonu s časom 2:11,50

## Rojstva
- 1277 – Kristina Ebner, nemška dominikanska redovnica, mistikinja († 1356)
- 1821 – Ernst Engel, nemški statistik († 1896)
- 1838 – Janez Mencinger, slovenski pisatelj, satirik († 1912)
- 1840 – George Smith, angleški asiriolog († 1876)
- 1859 – Adolf Hurwitz, nemški matematik († 1919)
- 1875 – Syngman Rhee, južnokorejski predsednik († 1965)
- 1883 – Poul Hagen Reumert, danski gledališki in filmski igralec († 1968)
- 1893 – Palmiro Togliatti, italijanski komunist († 1964)
- 1905 – Viktor Frankl, avstrijski nevrolog in psihiater († 1997)
- 1911 – Thomas Lanier »Tennessee« Williams, ameriški pisatelj, dramatik († 1983)
- 1911 – John Langshaw Austin, angleški filozof in jezikoslovec († 1960)
- 1912 – Paul Erdős, madžarski matematik († 1996)
- 1931 – Leonard Nimoy, ameriški igralec in filmski režiser († 2015)
- 1941 – Richard Dawkins, britanski biolog
- 1972 – Aleksandra Pivec, slovenska kemijska tehnologinja in političarka
- 1984 – Felix Neureuther, nemški smučar
- 1985 – Keira Knightley, angleška igralka

## Smrti
- 1051 – Hugo IV., grof Maineja (* 1018)
- 1130 – Sigurd Križar, norveški kralj, voditelj norveškega križarskega pohoda 1107 (* 1090)
- 1211 – Sančo I., portugalski kralj (* 1154)
- 1238 – Henrik I. iz Müllenarka, kölnski nadškof (* 1190)
- 1304 – Vigbold iz Holteja, kölnski nadškof
- 1350 – Alfonz XI., kastiljski kralj (* 1311)
- 1388 – Niccolò II. d'Este, italijanski plemič, ferrarski markiz (* 1338)
- 1535 – Georg Tannstetter, avstrijski humanist, astronom, astrolog in zdravnik (* 1482)
- 1797 – James Hutton, škotski geolog (* 1726)
- 1814 – Joseph-Ignace Guillotin, francoski zdravnik (* 1738)
- 1827 – Ludwig van Beethoven, nemški skladatelj flamskega rodu (* 1770)
- 1873 – grof Albrecht von Bernstorff, pruski državnik (* 1809)
- 1884 – Jovan Vesel Koseski, slovenski pesnik (* 1798)
- 1892 – Walt Whitman, ameriški pesnik (* 1819)
- 1902 – Cecil John Rhodes, angleški imperialist (* 1853)
- 1920 – Avguštin Stegenšek, slovenski umetnostni zgodovinar (* 1875)
- 1923 – Henritte Rosine Bernard - Sarah Bernhardt, francoska gledališka igralka (* 1844)
- 1929 – Katharine Lee Bates, ameriška pesnica (* 1859)
- 1933 – Salvatore Massaro - Eddie Lang, ameriški jazzovski kitarist (* 1902)
- 1940 – Spiridon »Spiros« Louis, grški tekač (* 1873)
- 1944 – Anton Breznik, slovenski jezikoslovec (* 1881)
- 1959 – Raymond Thornton Chandler, ameriški pisatelj (* 1888)
- 1983 – Anthony Frederick Blunt, angleški umetnostni zgodovinar, vohun (* 1907)
- 1993 – Anton Peterlin, slovenski fizik (* 1908)